# روستای کودکان اس‌اواس

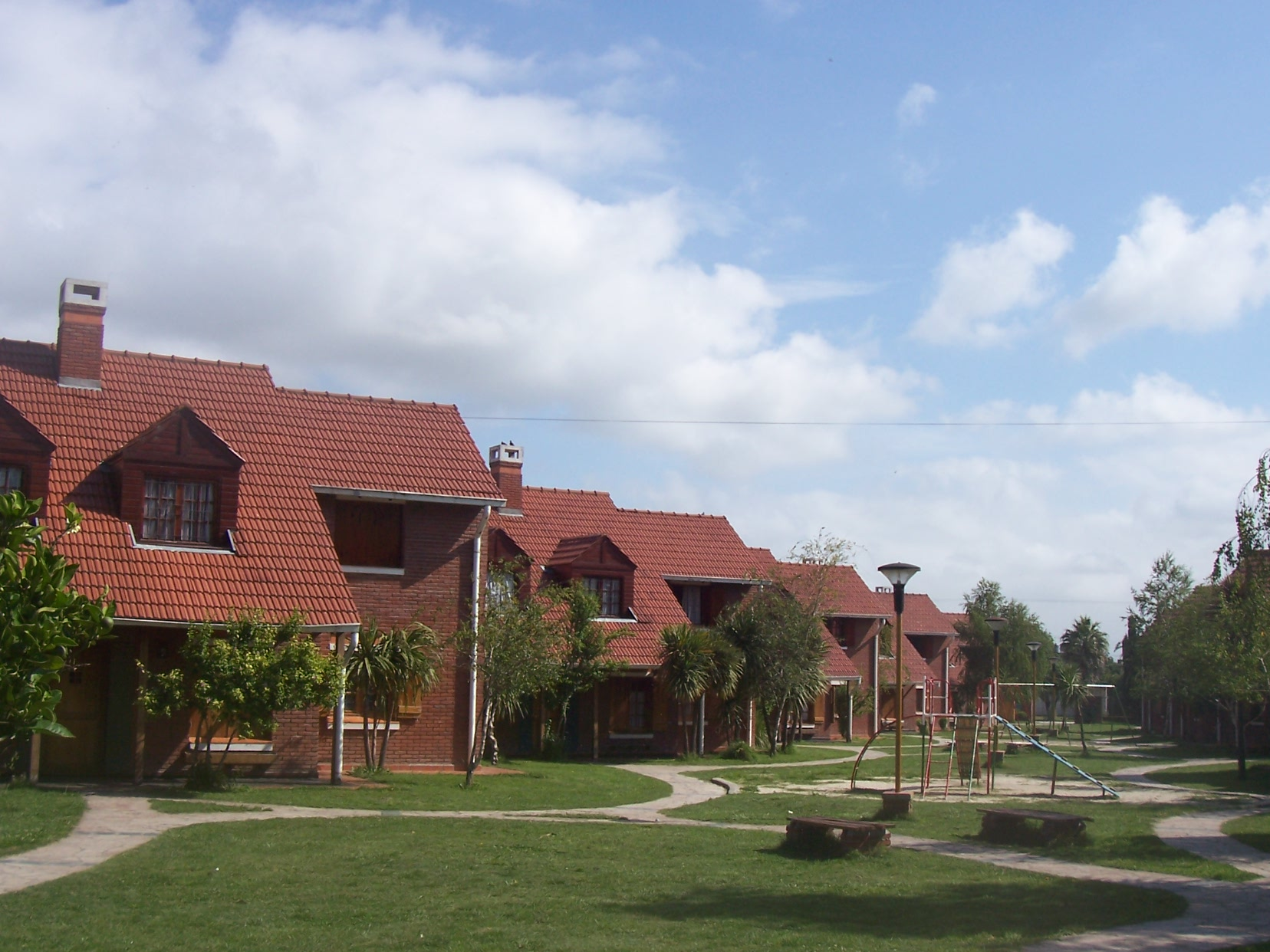
روستای کودکان اس‌اواس در مار دل پلاتا، آرژانتین

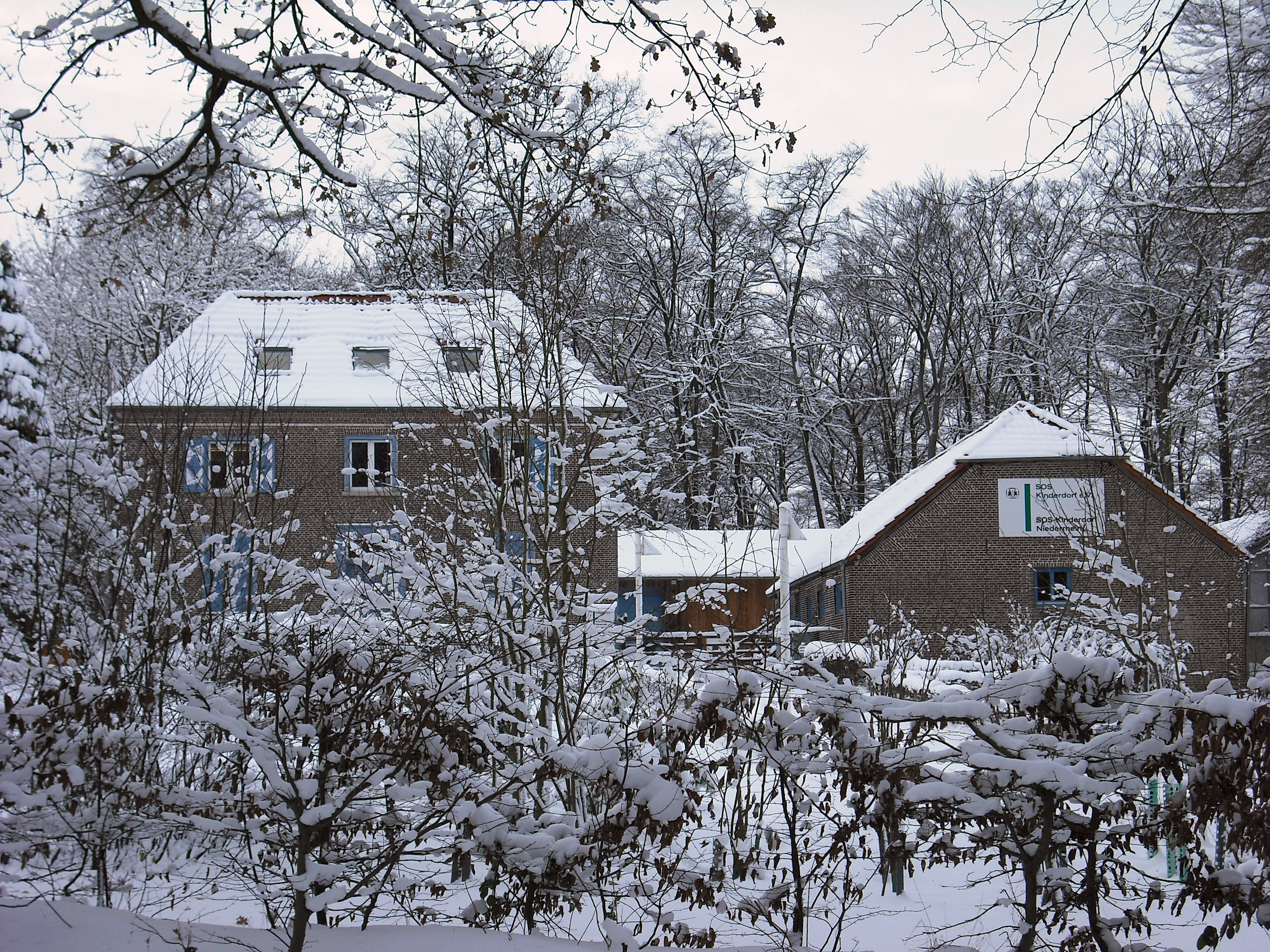
روستای کودکان اس‌اواس در کلوه-دونسبروگن، آلمان

دهکده کودکان اس‌اواس یک سازمان مستقل و غیردولتی توسعه بین‌المللی است که از سال۱۹۴۹ برای پاسخگویی به نیازها و حفاظت از منافع و حقوق کودکان تلاش کرده‌است. این سازمان توسط هرمان گماینر در شهر ایمست اتریش تأسیس شده‌است. براساس گزارش فایننشیال تایمز، گردش مالی دهکده های کودکان اس‌اواس در سال ۲۰۰۴ به ۸۰۷ میلیون دلار آمریکا رسید و از بین ۱۰۰ سازمان مردم‌نهاد جهانی از نظر «پاسخگویی جهانی» در رتبه ۳۳ قرار گرفت. پس از تأسیس سازمان اصلی در اتریش و بدنبال آن تشکیل سازمان‌های ملی اس‌اواس در فرانسه، آلمان و ایتالیا، سازمان‌های حمایتی بین‌المللی‌اش، اس‌اواس دهکده بین‌المللی کودکان، در سال ۱۹۶۰ تأسیس شد. از آن زمان تاکنون بیش از صد انجمن ملی در سراسر جهان تأسیس شده‌است.